# ING-székház (Budapest)
Az ING-székház egyike Budapest meghatározó kortárs építészeti alkotásainak. A Budapest, VI. kerület, Dózsa György út 84/b és 84/c. szám alatt, a Benczúr utca sarkán, az Ötvenhatosok terével (korábbi Felvonulási tér) és az Időkerékkel szemben található épületet Erick van Egeraat holland építész tervezte, kortárs modernista stílusban, az ING befektetési bank megbízásából. Az épületet 2004-ben adták át.

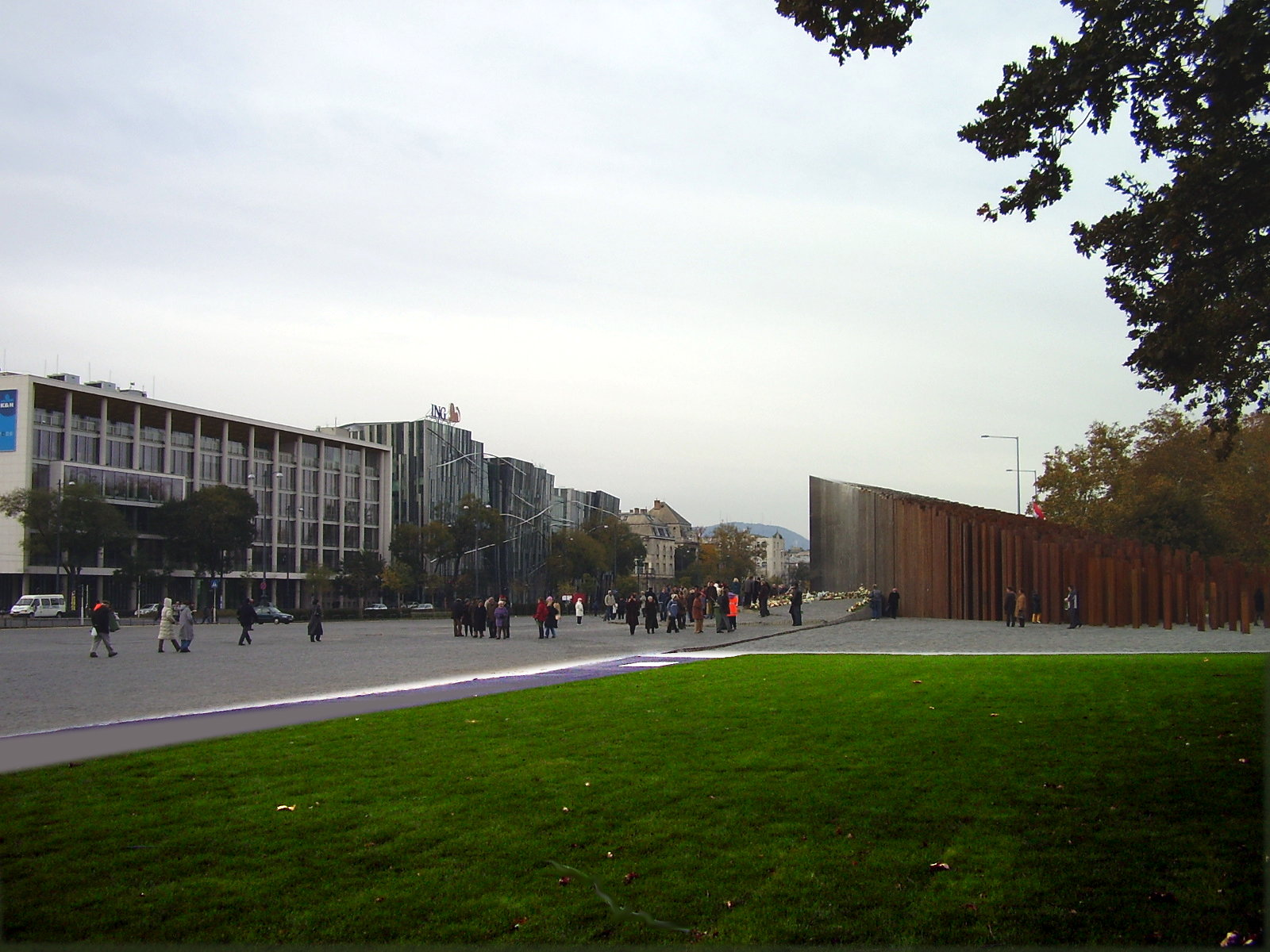
Az épület környezete

Az ING-székház hármas tagolású, L-alaprajzú monolit vasbeton vázas épület. Kő-, acél- és üvegborítása, kifelé dőlő, homorú és töredezett homlokzata arányaiban és kialakításában a környező villákra reflektál, azok arányaihoz, megjelenéséhez alkalmazkodik. A három egységet a rajtuk végigfutó világító acélszalagok fogják össze. A bankszékház már átadása előtt Budapest legismertebb épületei közé emelkedett, tervezője 2006. november 17-én Budapestért díjat kapott.
A 84/b szám alatti épületrész az ING Bank székháza, a 84/c szám alatti épületrész a Deloitte Hungary székháza.

## Külső hivatkozások
- Bujnovszky Tamás fényképei az épületről a Fővárosi Szabó Ervin Könyvtár Budapest Gyűjteményében
- Magyar csodák: az ING-székház a Dózsa György úton – Népszabadság, 2007. február 1.